# Eva Bártová
Eva Bártová, född Kodytková år 1955, tjeckoslovakisk orienterare som tog silver i stafett vid VM 1983.